# Simon Langham
Simon Langham ou Simon de Langham, né à Langham vers 1310 et mort le 22 juillet 1376 à Avignon, était un ecclésiastique anglais. Il fut abbé de Westminster, évêque d'Ely, archevêque de Canterbury et enfin élevé au rang de cardinal.

## Biographie
Simon de Langham est né à Langham dans le comté de Rutland. Le manoir appartient à l'abbaye de Westminster, au sein de laquelle Simon de Langham devient moine. Il en devient ensuite prieur, puis abbé en 1349 et ce jusqu'en 1362. Entre-temps, il est nommé trésorier (Lord Trésorier) de l'Angleterre en novembre 1360.
En 1362, il devient évêque d'Ely, et est consacré le 30 mars de cette année-là. Le 23 février 1363 il devient chancelier d'Angleterre.
En 1366, William Edington (en) est élu d'archevêque de Canterbury, mais il refuse le poste. C'est donc Simon de Langham qui est alors élu, et qui devient également de facto primat d'Angleterre. Il quitte son poste de chancelier le 18 juillet 1367.
Le 22 septembre 1368, lors du troisième consistoire du pontificat d'Urbain V, le premier à Rome depuis l'installation de la papauté à Avignon, il est créé cardinal au titre de Saint-Sixte. En ces temps de guerre de Cent Ans, il est le seul Anglais à être créé cardinal par Urbain V. Il perd alors la faveur du roi Édouard III, puis résigne de son archevêché deux mois plus tard, et s'installe à Avignon. En 1374 il est à nouveau élu archevêque de Canterbury mais refuse la charge.
Il meurt à Avignon le 22 juillet 1376, et est enterré dans l'abbaye de Westminster.